# Кияновська Любов Олександрівна
Любов Олександрівна Кияновська (нар. 2 лютого 1955, Львів) — українська музикознавиця, докторка мистецтвознавства, лауреатка премії ім. М. Лисенка (2006), членкиня НСКУ.

## Життєпис
Народилась у м. Львові. Здобула освіту у Львівської державної консерваторії ім. М.Лисенка (історико-теоретичний факультет, 1979), стажувалась в аспірантурі при Київській державній консерваторії ім. П.Чайковського (1983).
Викладала у Дрогобицькому педагогічного інституту ім. І. Франка (1979 — 1987), на кафедрі теорії, історії, гри на музичних інструментах. У 1987 — завідувачка кафедри. 1987 — 1991 — доцентка кафедри історії музики Львівської державної консерваторії ім. М. Лисенка, з 1991 р. — завідувачка кафедри.
Кандидатка мистецтвознавства (1985), тема дисертації «Функції програмності у сприйнятті музичного твору»; докторка мистецтвознавства (2001) тема дисертації «Еволюція галицької музичної культури XIX — XX ст.»; професорка (1994).

### Доробок
Авторка монографій, понад 150 статей в наукових збірках та часописах України, Німеччини, Росії, Польщі, Австрії, Словаччини, Словенії. Серед наукових інтересів — музична творчість на поезію Т. Шевченка у творчості М. Вербицького, Й. Кишакевича, С. Людкевича, М. Колесси, М. Скорика, В. Камінського.

#### Основні праці
- Творчість о. Йосипа Кишакевича. Львів : Сполом, 1997. — 96 с.
- Мирослав Скорик: творчість мистця у дзеркалі епохи. Монографія — Львів : Сполом, 1998. — 216 с.
- Кияновська Л. Еволюція галицької музичної культури XIX — XX ст. — Тернопіль : Астон, 2000. — 339 с.
- Син сторіччя Микола Колесса. Монографія. — Львів : Вид-во НТШ, 2003. — 378 с.
- Максим Березовський. //Розповіді про композиторів: Бах, Гендель, Вівальді, Скарлатті, Бортнянський, Березовський, вип. 1. — К. : Музична Україна, 1994. — С. 57 — 71.
- Українська музична культура. Посібник. — Львів : Сполом, 1999 р. — 144 с.
- Максим Созонтович Березовський // Українська музична література. Навчальний посібник. Вип. 1. — Тернопіль : Астон, 2000. — С. 126—143.
- Артем Лук'янович Ведель (Ведельський) // Українська музична література. Навчальний посібник. Вип.1. — Тернопіль : Астон, 2000. — С. 144—155.
- Українська музична культура: Навчальний посібник. −2-ге вид., доп. — Тернопіль : Астон, 2000. — 184 с.
- Михайло Вербицький (1815 — 1870) // Українська музична література. Вип. 2. — Тернопіль : Астон, 2002. Редактор-упорядник Л.Яросевич.